# Moichirō Maki
Pour les articles homonymes, voir Maki.
Moichirō Maki est un zoologiste japonais, né le 20 février 1886 à Matsuyama et mort le 19 avril 1959 à Kyoto.
Il fait ses études à l’École normale supérieure d’Hiroshima où il est diplômé en 1909. Jusqu’en 1926, il exerce diverses fonctions dans l’administration coloniale de Formose et profite de son temps libre pour étudier les amphibiens et les reptiles. Il se consacre surtout aux insectes nuisibles. De 1927 à 1946, il travaille à l’université Doshisha de Kyoto. Il obtient en 1932 son doctorat de sciences sous la direction de Taku Komai (1886-1972).

## Source
- Kraig Adler (1989). Contributions to the History of Herpetology, Society for the study of amphibians and reptiles : 202 p.  (ISBN 0-916984-19-2)